# Jak bude po smrti
Jak bude po smrti je koncertní album a později i studiové album české undergroundové skupiny The Plastic People of the Universe, nahrané na koncertě v Nové Vísce u Kadaně v říjnu 1979, které bylo vydané až v roce 1992. Album nahráli Karel Havelka a Miroslav Skalický.
Nahrávka pořízená v bytě Lubomíra Nováčka v Hradci Králové v létě roku 1980 (jiné zdroje uvádějí 1979) byla nejprve kapelou odmítnuta pro svou zvukovou nevyváženost a pro první vydání bylo vybráno koncertní provedení programu. Teprve možnost digitálního restaurování a úpravy kapelu k vydání studiové nahrávky přesvědčila. Studiové album Jak bude po smrti tak vyšlo až v roce 2022 u Guerilla Records.

## Seznam skladeb
- Autorem hudby je Milan Hlavsa.
- Autorem textů je Ladislav Klíma a upravil je Vratislav Brabenec.

1. Jak bude po smrti
2. Slavná Nemesis
3. Jsem absolutní vůle

## Sestava
- Milan Hlavsa – baskytara, zpěv
- Vratislav Brabenec – altsaxofon, šalmaj (2), zpěv (1)
- Josef Janíček – klavifon, zpěv (1)
- Jiří Kabeš – viola, zpěv (3)
- Jan Brabec – bicí